# 地理标志保护
地理标志保护（法語：indication géographique protégée）标识是一个欧盟提供的证明商标，用于“标明质量或声誉与指定的地理区域相关联、并且在该区域生产、加工或者制备的，然而原料未必来自该区域的农产品”。所有地理标志保护的产品还必须遵守特定的规范。
地理标志保护旨在防止某些地名被商家所滥用，帮助消费者识别农产品的原籍地。